# São Martinho do Bispo e Ribeira de Frades
São Martinho do Bispo e Ribeira de Frades (oficialmente: União das Freguesias de São Martinho do Bispo e Ribeira de Frades) é uma freguesia portuguesa do município de Coimbra, com 24,68 km² de área e 15315 habitantes (censo de 2021). A sua densidade populacional é 620,5 hab./km².

## História
Foi constituída em 2013, no âmbito de uma reforma administrativa nacional, pela agregação das antigas freguesias de São Martinho do Bispo e Ribeira de Frades e tem a sede em São Martinho do Bispo.
É uma das poucas freguesias portuguesas territorialmente descontínuas, situação decorrente da descontinuidade territorial que já se verificava na antiga freguesia de Ribeira de Frades e que não foi resolvida com a reorganização administrativa: tem, na sua zona oeste, um enclave (75 vezes mais pequeno que o seu território), correspondente ao lugar de Carregais, exclave da vizinha União das Freguesias de Taveiro, Ameal e Arzila.

Antigas freguesias que deram origem à União das Freguesias de São Martinho do Bispo e Ribeira de Frades (Coimbra).

## Demografia
A população registada nos censos foi:
| Distribuição da População por Grupos Etários | Distribuição da População por Grupos Etários | Distribuição da População por Grupos Etários | Distribuição da População por Grupos Etários | Distribuição da População por Grupos Etários | Distribuição da População por Grupos Etários |
| -------------------------------------------- | -------------------------------------------- | -------------------------------------------- | -------------------------------------------- | -------------------------------------------- | -------------------------------------------- |
| Antes da agregação                           |                                              |                                              |                                              |                                              |                                              |
| Ano                                          | 0-14 anos                                    | 15-24 anos                                   | 25-64 anos                                   | >= 65 anos                                   | Total                                        |
| 2001                                         | 2432                                         | 2248                                         | 8993                                         | 2637                                         | 16310                                        |
| 2011                                         | 2037                                         | 1686                                         | 9250                                         | 3076                                         | 16049                                        |
| Após a agregação                             |                                              |                                              |                                              |                                              |                                              |
| Ano                                          | 0-14 anos                                    | 15-24 anos                                   | 25-64 anos                                   | >= 65 anos                                   | Total                                        |
| 2021                                         | 1810                                         | 1433                                         | 8203                                         | 3869                                         | 15315                                        |